# 烟雨楼
烟雨楼位于中国浙江省嘉兴市南湖区南湖街道南湖湖心岛上，其历史可追溯至五代十国时期，原在湖滨，明嘉靖时改建于湖心，此后在其周围增筑亭榭等附属建筑，形成以烟雨楼为中心的园林建筑群，现状烟雨楼建于民国七年（1918），其它建筑多建于清同治时期。

## 历史
按明清方志考证，烟雨楼始建于五代十国，最初为吴越国钱元璙所筑登临眺望之所，位于湖滨（当代有观点根据方回咏烟雨楼诗中“楼压重湖”和“隔林双塔”的描述，将其旧址考证为滮湖和鸳鸯湖两湖交界处），南宋建炎时废，嘉定年间吏部尚书王希吕重建，元代又毁。元代至元《嘉禾志》中录有南宋至元初时方回（方万里）、叶隆礼、朱南杰、唐天麟和吴潜咏烟雨楼的诗词，为烟雨楼一名最早的文献记载。
明嘉靖二十七年（1548）嘉兴知府赵瀛组织疏浚府城护城河，用挖出的淤泥在南湖湖心堆成小岛，次年建楼并沿用旧名，隆庆五年（1571）嘉湖兵备道沈奎重修并于楼后（南侧）增筑石台，万历十年（1582）知府龚勉继续加筑石台名钓鳌矶，其后陆续在楼周围增筑亭榭，形成主体建筑为烟雨楼与大士阁两进，左右有浮玉、凝碧两亭、文昌、武安两祠以及禅定斋、观空室两室的格局，万历二十七年（1599）知府刘应鈳重修，三十三年（1605）以滮湖为放生池，由董其昌书“鱼乐国”三字并立碑。崇祯末年又毁。
清顺治十八年（1661）知府许焕拟重建未成（一说重建不久即废），康熙二十年（1681）同知李舜有捐资千金重建，不久又毁，雍正八年（1730）总督李卫再度重建。通过康熙六十年（1721）《嘉兴府志》烟雨楼图和乾隆三十五年（1770）《南巡盛典》烟雨楼图的比较，在雍乾期间烟雨楼被移至南侧原大士阁的位置，并由北向改为南向，整个建筑群的正门也由北侧改为东侧，此外凝碧亭被改为凝碧阁（图）。乾隆帝六次南巡多次登临烟雨楼，其中四十五年（1780）南巡时亲绘烟雨楼图贮藏楼中，并下令仿造此楼于热河承德避暑山庄如意洲之北的青莲岛上，亦名烟雨楼。咸丰十年（1860）烟雨楼再次毁于太平天国战火，同治间知府许瑶光曾拟重建，但因原楼阁高大宏伟，且战后物力艰难未成，其在任期间及离任后不久，即同治四年至光绪元年（1865-1875）陆续在遗址四周修建了一些附属建筑，其中烟雨楼前后分别筑八咏亭、宝梅亭和亦方壶，东路筑清晖堂及南北耳房菰云簃和菱香水榭，同时重建大士阁，西路筑鉴亭和来许亭。这些建筑大部分保存至今，奠定了今日烟雨楼的总体格局。
民国七年（1918）再度重建烟雨楼，即今楼，同时将八咏亭移建于城内瓶山。抗战期间烟雨楼曾一度被侵华日军强占作为华中铁道公司食堂。
民国十年（1921）8月初，中国共产党第一次全国代表大会从上海转移到南湖的一条游船上继续举行，期间烟雨楼曾作为代表休息之处，后南湖和烟雨楼成为中国共产党诞生的见证和象征之一。
1949年后，建筑经过多次整治和修葺，其中亦方壶于1959年被移建至湖滨渡口，2004年底至2005年初对烟雨楼进行落架大修。

## 建筑

烟雨楼平面简图，据潘谷西《江南理景艺术》附图重绘

煙雨樓平面簡圖，據潘穀西《江南理景藝術》附圖重繪

南湖湖心岛呈圆形，面积约1公顷，四面环水。中路主体建筑烟雨楼五间，高二层，底层与二层四周均设有回廊，重檐歇山顶，前檐横额为董必武所书，楼中保存历代碑石五十余件。楼后为宝梅亭五间（光绪元年（1875）建），墙壁内嵌有彭玉麟画梅石刻。东路大门清晖堂三间（同治四年（1865）建），其南北两侧各有耳房四间，分别名菱香水榭（亦名小蓬莱）和菰云簃（均为同治十二年（1873）建），东北侧为大士阁（同治十三年（1874）建）。西路为鉴亭和来许亭各五间（均为同治十二年（1873）建），来许亭为知府许瑶光离任时邑人为纪念其德政而建，鉴亭则为许瑶光临别时请建，意在将百姓的爱戴作为对自己的警戒和鞭策。此外在清晖堂后和烟雨楼西南侧各有御碑亭一座，碑上为乾隆帝南巡时的题诗。